# Siphopteron citrinum
Siphopteron citrinum is een slakkensoort uit de familie van de Gastropteridae. De wetenschappelijke naam van de soort is voor het eerst geldig gepubliceerd in 1974 door Carlson & Hoff.